# Cadw
Cadw (conserver, garder en gallois) est un organisme public semi-autonome créé en 1984 et qui a son siège à Nantgarw, près de Cardiff. Il a pour mission de protéger, conserver et mettre en valeur le patrimoine du Pays de Galles. C'est l'équivalent gallois du English Heritage (conservation du patrimoine anglais). Le nom complet de cet organisme est Cadw : Welsh historic monuments.
 
Le Cadw dépend de l'Assemblée nationale de Galles et, par conséquent, relève du gouvernement de la Principauté.

## Origine du nom
Cadw (prononcer cadou) est un verbe gallois signifiant conserver.

## Missions
La plupart des grands châteaux du Pays de Galles et d'autres monuments tels que les sièges des évêchés, maisons historiques ou les abbayes en ruines, sont désormais sous la responsabilité du Cadw. Cela ne signifie pas que le Cadw les possède mais plutôt qu'il est responsable de leur entretien et de les rendre accessibles au public.

Le Cadw est également responsable de la « liste » des monuments historiques et d'assurer la conservation des bâtiments historiques et des lieux archéologiques.